# Муњава Модрушка
Муњава Модрушка је насељено место у саставу општине Јосипдол у Карловачкој жупанији, Република Хрватска.

## Историја
До територијалне реорганизације у Хрватској насеље се налазило у саставу старе општине Огулин.

## Становништво
На попису становништва 2011. године, Муњава Модрушка је имала 63 становника.